# حمام ملاق الروماني
حمام ملاق الروماني أو كما يعرف بحمام ملاق هو نوع من الحمامات الرومانية التي لازالت متواجدة بالبلاد التونسية، يقع على بعد 15 كم، غرب مدينة الكاف بالشمال الغربي التونسي.

## نبذة
يرجع تأسيس هذا المعلم إلى القرن الثاني ميلادي، وهو عبارة عن منبع للمياه الحارة، و يعتبر مقصدا للكثير من الناس من تونس و من خارجها أيضا للإستجمام والتداوي بمياهه الحارة التي تنبع من بين الصخور منذ آلاف السنين.
تعتبر مياه حمام ملاق الجوفية الساخنة من أجود الأنواع في تونس وفي المنطقة، ولها العديد من الفوائد في علاج الأمراض الجلدية وخاصة أمراض المفاصل أو كما تعرف بالروماتزم.

## مكوناته

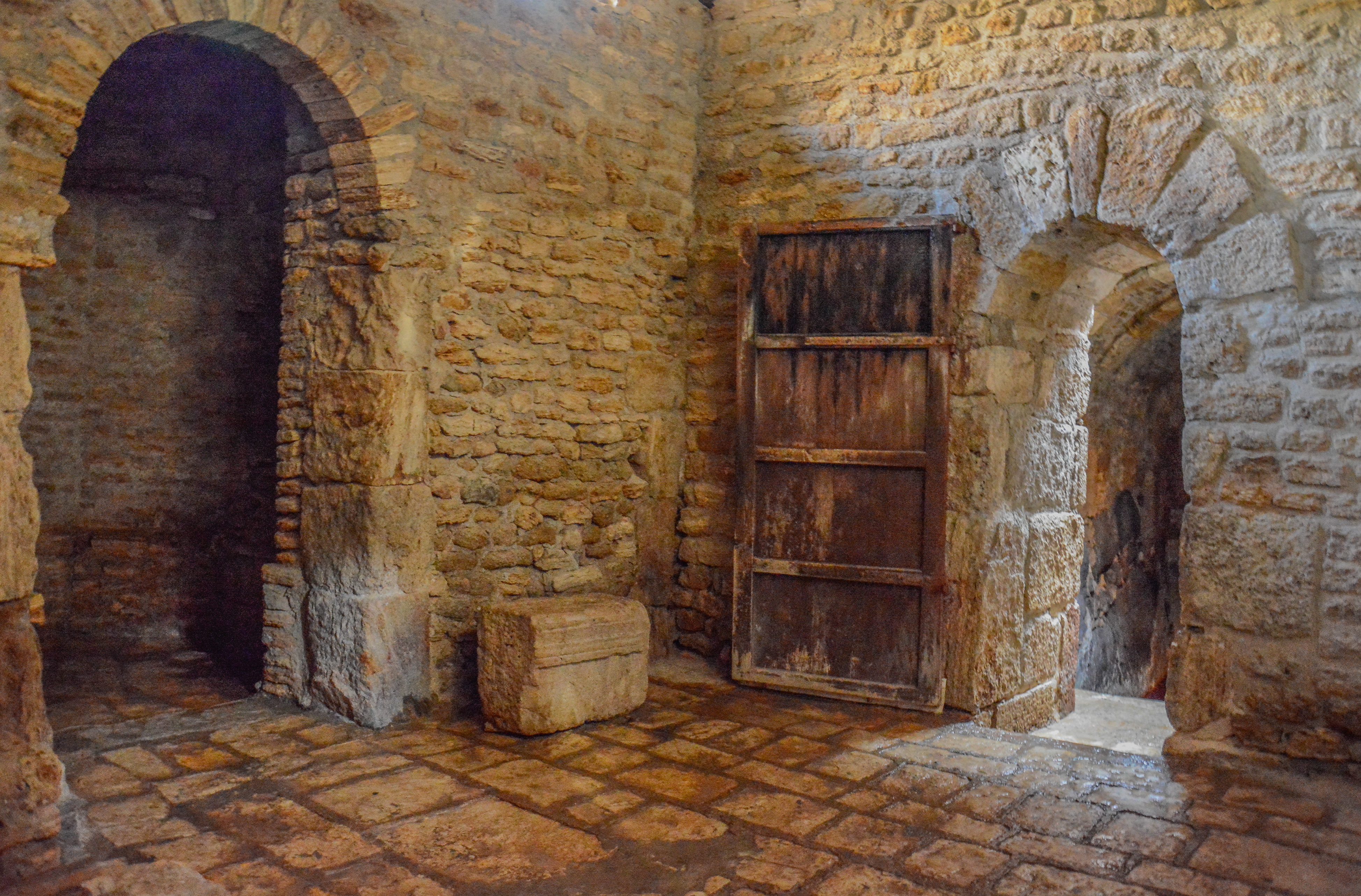
صورة لداخل حمام ملاق

حمام ملاق يتكون أساسا من غرفتين؛ واحدة للرجال والأخرى للنساء، و كل غرفة تحتوي على حوض ينبع منه ماء طبيعي حار، إضافة إلى بعض القباب الظاهرة للعيان و الأرضية الرخامية.

## عادات وتقاليد
يتوافد على حمام ملاق العديد من الزوار من تونس و من خارجها، و عادة ما يتم نصب الخيام حول هذا المعلم، و يقضون أيامًا وليالي و طبعا كل حسب رغبته، فالمعلوم أن مياه حمام ملاق تشفي العديد من الأمراض و خاصة التي يعاني منها الكبار في السن مثل ألم المفاصل وغيره.